# الیزه هال
الیزه هال (انگلیسی: Elise Hall؛ زادهٔ ۱۹۸۹) یک سیاست‌مدار اهل ایالات متحده آمریکا است.